# Ernest Hemingway
Ernest Miller Hemingway (Oak Park, Illinois, 21. srpnja 1899. – Ketchum, Idaho, 2. srpnja 1961.), američki romanopisac.

## Životopis
Rođen je 21. srpnja 1899. u kući koju je sagradio njegov djed udovac Ernest Hall. Hemingway je bio drugo od šestero djece dr. Clarencea i Grace Hall. Imao je četiri sestre i jednog brata. Ime je dobio po svom djedu s majčine strane Ernestu Hallu i ujaku Milleru Hallu. Oak Park bilo je pretežno protestantsko naselje u kojem je živjela viša srednja klasa. Kasnije će Hemingway opisati svoj rodni grad kao grad širokih travnjaka i uskih pogleda na svijet. Iako samo deset milja udaljen od velikog grada Oak Park je bio u biti konzervativan grad koji se pokušavao izolirati od liberalnog Chicaga. 
Sukladno tome Hemingway je odgojen na tipičan konzervativan način Srednjeg Zapada - strog religijski odgoj i naporan rad. S ocem je često išao u ribolov na jezero Michigan te u lov u šume koje okružuju spomenuto jezero. Hemingwayevi su imali i ljetnikovac zvan Windemere na jezeru Walloon u sjevernom Michiganu. U periodu kada nije bilo škole Hemingway je tamo redovito provodio praznike. Dok nije boravio u lovu majka ga je poučavala glazbi. Gospođa Grace bila je talentirana pjevačica koja je imala namjeru posvetiti se karijeri, ali nakon udaje radije se posvetila mužu i djeci. Na majčinu žalost mali Ernest nije imao smisla za glazbu. 
Osnovnu i srednju školu završio je u Oak Parku. U srednjoj školi uživao je raditi u srednjoškolskim novinama Trapeze za koje je napisao svoje prve članke s obaveznom dozom humora u stilu Ringa Lardnera, popularnog satiričara toga doba. Srednju školu je završio 1917. godine i umjesto da se upiše na fakultet, kao što su njegovi roditelji očekivali, zaposlio se kao reporter u listu Kansas City Star. Posao mu je osigurao njegov stric Tyler koji je bio dobar prijatelj s jednim od urednika lista.

## Prvi svjetski rat
Nakon što je 1917. godine napunio 18. godina, Hemingway je pokušao stupiti u vojsku. Međutim nije primljen zbog problema s vidom - slabije je vidio na lijevo oko (što je vjerojatno naslijedio od majke koja je imala isti problem). No, nakon što je čuo da Crveni križ traži dobrovoljce koji žele biti vozači ambulantnih vozila odmah se prijavio. U prosincu 1917. godine Crveni križ ga je primio, a svoje radno mjesto je napustio u travnju 1918. godine. 
U Europu je stigao u svibnju 1918. godine. Dana, 8. srpnja 1918. godine ranila ga je austrijska granata koja je pala nedaleko njega u trenutku kada je talijanskim vojnicima dijelio čokolade i cigarete. Eksplozija je onesvijetila Hemingwaya, ubila jednog talijanskog vojnika, a drugom je raznijela noge. Što se kasnije dogodilo, teško je s velikom točnošću reći. U pismu Hemingwayevu ocu Ted Brumback, jedan od vozača ambulatnih vozila, napisao je da je Hemingway unatoč 200 šrapnela koji su mu se zabili u noge našao snage, da drugog ranjenog vojnika ponese na leđima do prvog mjesta gdje mu je mogla biti pružena pomoć. Prije nego što je stigao do cilja u noge ga je pogodilo nekoliko mitraljeskih metaka.

## Povratak kući
Iz Italije se vraća u rodni Oak Park u siječnju 1919. godine. Odmah po dolasku roditelji su ga počeli propitivati o tome što misli raditi u budućnosti. Prvenstveno su ga silili da se dalje školuje, no Hemingway nije mario za to. Uskoro je dobio 1,000 USD od osiguranja što mu je omogućilo da narednih godinu dana ne mora ništa raditi. Za to vrijeme živio je u roditeljskoj kući, a vrijeme je provodio u knjižnici. Nakon nekog vremena Hemingway se preselio u Chicago, u jesen 1920. godine, i počeo pisati za list Toronto Star Weekly. U Chicagu je živio u prijateljevom stanu. Tu će upoznati gospođicu Hadley Richardson i ubrzo će se zaljubiti u nju. Vjenčali su se u rujnu 1921. godine. Iste godine Hemingway je pristao pisati za Toronto Star Weekly kao europski dopisnik. 
Hemingway i njegova mladenka stoga su se preselili u Pariz 22. prosinca 1921. godine i nekoliko tjedana nakon toga smjestio se u svoj prvi stan u Ulici kardinala Lemoinea na kućnom broju 74. Bio je to mizeran stan u kojem nije bilo tekuće vode i kupaonice. Iako mu je plaća bila 3000 USD Hemingway se nije odmah uselio u bolji stan. Nešto kasnije ipak se preselio u ulicu Descartes na kućni broj 39. Zahvaljujući pismu preporuke Sherwooda Andersona Hemingway je u Parizu upoznao neke poznate pisce i umjetnike i s njime ubrzo sklopio prijateljstva, pa je tako nastala poznata Izgubljena generacija (The Lost Generation). Među njima su bili - Ezra Pound, Gertrude Stein, Francis Scott Fitzgerald,  Sylvia Beach, James Joyce, Max Eastman, Lincoln Steffens i Wyndahm Lews. Pored toga upoznao se i s Picassom. 
Hemingwayevo izvještavanje u prvoj godini svog boravka u Parizu bilo je vrlo obilato. Izvještavao je sa Ženevske konferencije u travnju 1922. godine, o Grčko-turskom ratu u listopadu, konferenciji u Lausannei i postratnoj konferenciji u dolini Ruhr početkom 1923. godine. U vrijeme kada je Hemingway počeo bivati "netko i nešto" u svijetu novinskih reportera i pisaca njegova supruga je ostala u drugom stanju. Godine 1923. bračni par se preselio u Sjedinjene Države, gdje su bolnice bile bolje, a kako bi supruga imala bolje uvjete za porođaj. I dalje je nastavio pisati za Toronto Daily Star. Dana, 10. listopada 1923. rodio se John Hadley Nicanor Hemingway, a u siječnju 1924. godine obitelj se brodom vraća u Pariz.
U prosincu 1927. godine Hemingway se razveo od svoje prve supruge i oženio s Pauline Pfeiffer, povremenom reporterkom listova poput Vanity Fair i Vogue. Zajedno su napustili Pariz i odselili se u Key West na Floridi kako bi započeli novi život. Tamo će živjeti skoro 12 godina. Iste godine Hemingwayev otac izvršio je samoubojstvo (pucao si je u glavu) što je bila posljedica sve vidnije očeve mentalne nesposobnosti. Hemingway je smjesta otputovao u Oak Park kako bi organizirao očev pokop. Naredne godine (1928.), 28. lipnja, Pauline je rodila sina Patricka. U siječnju 1929. Hemingway dovršava djelo Zbogom oružje, a objavljuje ga 27. rujna iste godine. Godine 1931. Pauline rađa još jednog sina - Gregoryja. Bilo je to njihovo drugo dijete i posljednje Hemingwayevo. U ljeto 1933. Hemingway s prijateljem Charlesom Thompsonom putuje po Africi. Još otkako je čitao Roosveltove zapise o tome kako je kao dječak lovio u Africi Hemingway je želio iskusiti svoje lovačke sposobnosti protiv najvećih i najopasnijih životinja na zemlji. S 25,000 USD posuđenih od Paulineovog strica Gusa (istog onog koji im je pomogao kupiti kuću u Key Westu) Hemingway je proveo tri mjeseca na afričkom kontinentu skupljajući materijale za pisanje svog novog djela.

## Drugi svjetski rat
U ožujku 1937. godine Hemingway je putovao u Španjolsku kako bi izvještavao, za North American Newspaper Alliance, o građanskom ratu koji je tamo buktio. Građanski rat doveo je do sukoba u Hemingwayevu domu. Naime, Hemingway tada susreće mladu spisateljicu Marthu Gellhorn (upoznali su se u Key Westu u Sloppy Joe baru) s kojom je održavao ljubavnu vezu skoro četiri godine prije nego što se razveo od Pauline. Osim toga, Pauline se svrstala na stranu fašističkog režima Franca jer je zastupala izrazita prokatolička stajališta. Istovremeno Hemingway je podržavao komunističke lojaliste koji su podržavali demokratski izbranu vladu. 
Nakon što se vjenčao s Marthom preselio se na Kubu u veliku kuću nedaleko Havane. Kuću su nazvali Finca Vigia, a Hemingway ju je ukrasio svojim trofejima s afričkog safarija. Godine 1940. objavio je svoju knjigu Kome zvono zvoni koja je pobrala sve najbolje kritike (postigla je također i velik komercijalni uspjeh - samo u prvih šest mjeseci knjiga se prodala u više od 500.000 primjeraka) te je stoga odlučeno da Hemingwayu bude dodijeljenja Pulitzerova nagrada. No, konzervativni predsjednik Sveučilišta Columbia uskoro objavljuje kako te godine neće biti dodijeljenja Pulitzerova nagrada. U proljeće 1944. Hemingway je odlučio otići u Europu kako bi izvještavao s ratišta. Stoga se uputio u London. Ali uskoro je doživo automobilsku nezgodu u kojoj je "zaradio" preko 50 šavova. U bolnici ga je posjetila Martha koja je verbalno umanjivala njegove ozljede i tvrdila kako je za nezgodu kriv on zbog vožnje u pijanom stanju. Bio je to kraj njihovog braka. No, Hemingway je već u rezervi imao drugu damu imenom Mary.
U kolovozu 1944. godine Hemingway ulazi u Pariz, navodno među prvima. No, to nitko ne može sa sigurnošću potvrditi. Ono što je sigurno jest da je Hemingway "oslobodio" svoj omiljeni bar u hotelu Ritz i proveo nekoliko narednih tjedana pijući i slaveći svoj povratak u grad koji mu je u mladosti značio jako mnogo. Jedno vrijeme, u doba 2. svjetskog rata, proveo je i na kineskoj fronti. Jedno vrijeme bio je službeni reporter Prve armije Vojske Sjedinjenih Država. Tada, iako nije bio vojnik, sudjelovao je u nekoliko bitaka. 
U Sjedinjene Države vratio se u ožujku 1946. godine. Dosta kasnije, 28. listopada 1954. godine, Hemingwayu je dodijeljena Nobelova nagrada za književnost. Ali Hemingway nije mogao prisustvovati ceremoniji u Švedskoj. Umjesto toga napisao je govor koji je pročitao John Cabot, američki veleposlanik u Švedskoj. Naime, u siječnu te godine Hemingway i Mary letjeli su u maloj Cessni iznad Afrike. Pilot Roy u zraku je pokušao izbjeći jato ptica ali je zakačio o telefonsku žicu. Avion je tada ozbiljno oštećen. Hemingway i pilot nisu imali teže ozljede, a Mary je slomila nekoliko rebara. Potom su se vratili i uzletili s novim avionom i novim pilotom - Reginaldom Cartwrightom. Leteći iznad Ugande opet su doživjeli nesreću - avion se zapalio. Mary i Reginald uspjeli su se izvući iz aviona. No, Hemingway je otvorio izlaz iz aviona udarajući glavom u vrata. Pritom je zaradio ozbiljne ozljede (fraktura lubanje, dva diska kralježnice su slomljena, desna ruka i rame su iskočili, lice mu je nagorilo u požaru, oštećen mu je sluh i vid itd.). 
U srpnju 1960. Hemingway i Mary napuštaju Kubu i naseljavaju se u mjestu Ketchum u Idahu. Uskoro su Hemingwaya počele opsjedati ideje o samoubojstvu. Hemingway je krenuo na terapiju ali se kao posljedica terapije javilo gubljenje pamćenja. Prvu polovicu 1961. proveo je u razdobljima depresije i paranoje. Dana, 2. srpnja 1961. Hemingway je ustao veoma rano, otišao u podrum kako bi iz ormara izvadio pušku. Potom se popeo stepenicama i smjestio se pored ulaznih vrata gdje si je pucao u glavu.

## Stvaralaštvo
Hemingwayeva djela i život imali su značajan utjecaj na američke pisce njegovog vremena. Velik dio njegovih djela klasici su američke literature, a neka su i ekranizirana. Hemingway je svoja djela pisao prema vlastitim iskustvima koja je imao kao ribar, lovac i zaljubljenik u borbe bikova. Njegove pustolovine koje je doživljavao dovodile su ga nekoliko puta u bliske susrete sa smrću: u španjolskom građanskom ratu kada je u njegovoj sobi eksplodirala bomba; u 2. svjetskom ratu ratu kada ga je udario taksi i 1954. (već spomenuto) kada se dva puta avionom srušio u Africi. 
U ranim radovima opisuje dva tipa ljudi: jedan koji čine osobe koje se bore za moralne vrijednosti u koje vjeruju i koji se s ciničkim nepoštovanjem odnose prema svemu osim vlastitih emocionalnih potreba. Drugi tip ljudi čine jednostavni karakteri i primitivne emocije, kao što su lovci na nagrade i borci s bikovima. Njegovi najraniji radovi uključuju zbirku kratkih priča "Three Stories and Ten Poems"/Tri priče i deset pjesama, 1923.) i roman "The Torrents of Spring"/Proljetne bujice, u kojem opisuje svoje dječaštvo u šumama Michigana. Njegovo prvo veće djelo je "In Our Time". Roman koji je Hemingwayu donio međunarodnu reputaciju je "The Sun Also Rises"/A sunce izlazi, iz 1926. godine u kojoj opisuje grupu moralno američkih i britanskih boema i bogataša koji žive u Francuskoj i Španjolskoj, a pripadnici su tzv. izgubljene generacije u periodu nakon 1. svjetskog rata. Drugi Hemingwayev roman je "A Farewell to Arms"/Zbogom oružje, 1929., u kojem priča o ljubavi američkog vojnika koji je vozač ambulantnih kola i britanske medicinske sestre. Nakon ovoga romana uslijedila su još dva realistična djela: "Death in Afternoon"/Smrt popodne, 1932. i "Green Hills of Africa"/Zelena brda Afrike,1935.
Sve do kasnih 1930-ih Hemingway u svojim djelima koristi bespomoćne i poražene likove, od tada sve izraženije bavi se socijalnim problemima. U djelima "To Have and Have Not"/Imati i nemati,1937., "The Fifth Column"/Peta kolona i "First Forty-nine Stories" (1938.) strogo osuđuje ekonomsku i političku nepravdu. U djelu "For Whom the Bell Tolls"/Kome zvono zvoni, 1940., a čija se radnja odvija u doba španjolskog građanskog rata govori o tome kako gubitak slobode bilo gdje u svijetu upozorenje je da je tada slobodna ugrožena u cijelom svijetu. Godine 1952. objavio je djelo "The Old Man and the Sea" (Starac i more),  za koje je 1953. dobio Pulitzerovu nagradu, a 1954. i Nobelovu nagradu. Oko 3000 njegovih rukopisa ostalo je neobjavljeno.
Većina je Hemingwayevih djela prevedena na hrvatski.

## Izvod iz bibliografije
- Tri priče i deset pjesama (Three Stories and Ten Poems, 1923.)
- Proljetne bujice (The Torrents of Spring, 1925.)
- U našem vremenu (In Our Time, 1925.)
- A sunce izlazi (The Sun Also Rises, 1926.)
- Muškarci bez žena (Men Without Women, 1927.)
- Zbogom oružje (A Farewell to Arms, 1929.)
- Smrt popodne (Death in the Afternoon, 1932.)
- Snjegovi Kilimandžara (The Snows of Kilimanjaro, 1932.)
- Pobjednik ne dobiva ništa (Winner Takes Nothing, 1933.)
- Zelena brda Afrike (Green Hills of Africa, 1935.)
- Peta kolona (The Fifth Column, 1938.)
- Prvih četrdesetdevet novela (The First Forty-Nine Stories, 1938.)
- Kome zvono zvoni (For Whom the Bell Tolls, 1940.)
- Preko rijeke i u šumu (Across the River and Into the Trees, 1950.)
- Starac i more  (The Old Man and the Sea, 1952.)
- Pomična svečanost (A Moveable Feast, 1964.)
- Otoci u struji (Islands in the Stream, 1970.)
- Rajski vrt (The Garden of Eden, 1987.)
- Istina u svitanje (True at First Light, 1999)

## Hrvatski prijevodi (knjige)
- Zbogom oružje (B. Kojić), Zagreb 1937.
- Kome zvono zvoni (Š. Balen), Zagreb 1952.
- Starac i more (B. Lojen), Zagreb 1952.
- Novele (B. Lojen, I. Slamnig, A. Šoljan), Zagreb 1956.
- Fiesta (S. Šimić), Zagreb 1959. [zapravo A sunce izlazi, preveden pod britanskim naslovom!]
- Novele (Ž. Bujas, M. Despalatović, B. Lojen, I. Slamnig, A. Šoljan), Zagreb 1964.
- Otoci u struji (N. Šoljan), Zagreb 1974.
- A sunce izlazi (A. Šoljan), Zagreb 1978.
- Snjegovi Kilimandžara i druge priče (O. Lakomica), Zagreb 1874.
- Starac i more (P. Gregorić), Zagreb 1993.
- Zbogom oružje (R. Bernardić), Zagreb 1995.
- Starac i more (Z. Crnković), Zagreb 1998.
- Istina u svitanje (P. Vujačić), Zagreb 1999.
- Zbogom oružje (M. Horkić), Zagreb 2000.
- Kome zvono zvoni (M. Horkić[1]), Zagreb 2001.

## Zanimljivosti
La mula de Parenzo jedna je od najpoznatijih pučkih pjesama Istre, Trsta, Dalmacije, Kvarnera.  Pjesma je nastala prije dvije stotine godina, a pjevali su je istrovenetski barkarjoli, ribari... Priča se da je tu lako pamtljivu pjesmu večer prije samoubojstva pjevao i Ernest Hemingway. "Navečer, prvog srpnja 1961. godine, Ernest i Mary Hemingway vratili su se s večere u svoju kolibu u Ketchamu (Idaho) i u očito dobrom raspoloženju malo su si zapjevali. Počela je Mary, pjevajući "Tutti mi chiamano bionda", a Ernest joj se pridružio. Završivši pjesmu, Ernest je uputio ženi riječi: "Good night, my kitten", i pošao spavati. Sljedećeg jutra, Ernest se probudio oko sedam sati, otišao u podrum, napunio obje cijevi svoje Boss sačmarice, vratio se gore u predsoblje, i prostrijelio si glavu."